# Sigmurethra
Sous-ordre
Les Sigmurethra sont un sous-ordre de mollusques gastéropodes considéré par le WoRMS comme non valide et synonyme de Helicina Rafinesque, 1815. 

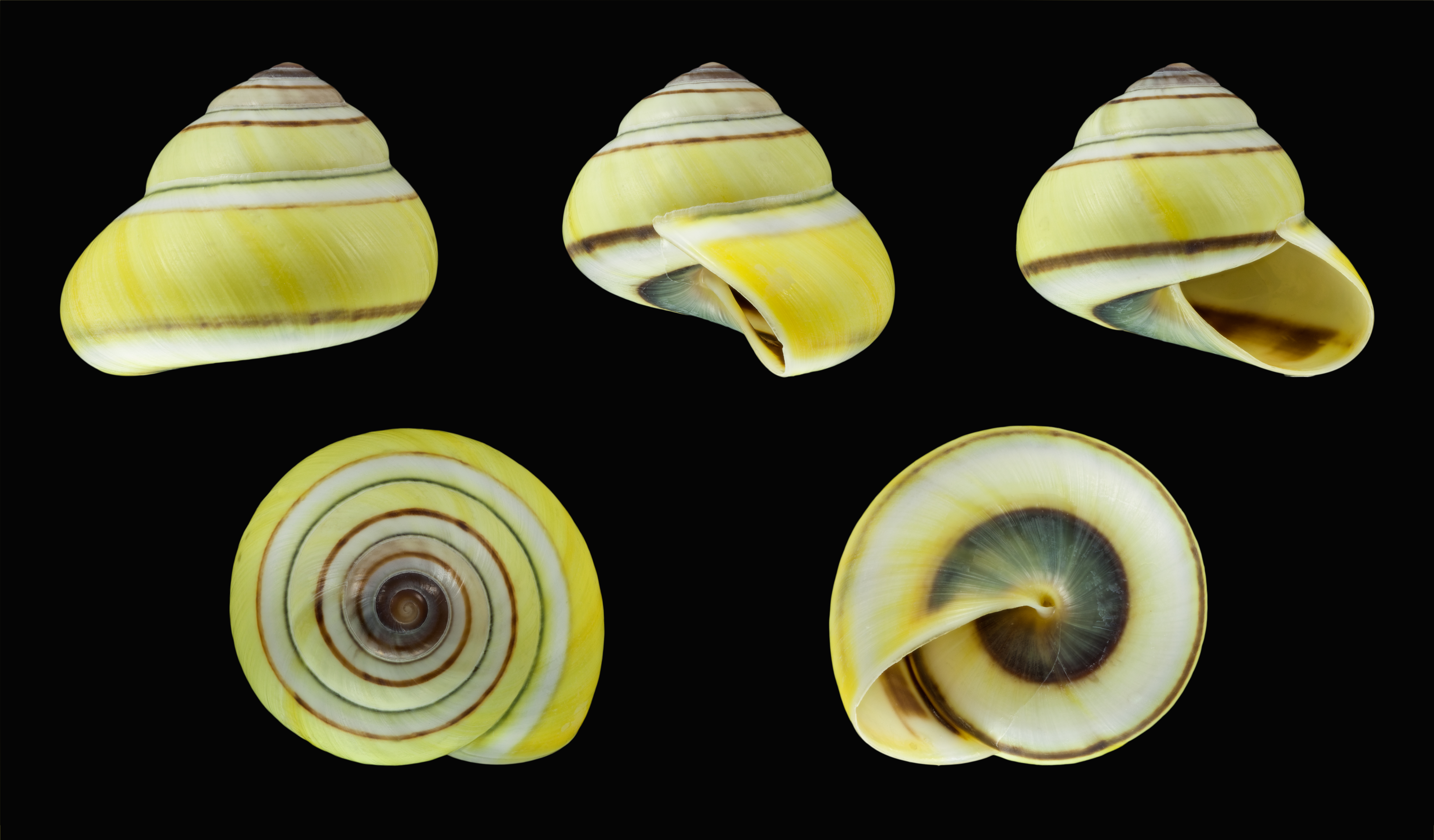
Coquille de Xesta fulvizona balantensis, une espèce de la famille des Ariophantidae (Luwuk, Indonésie).

## Liste des infra-ordres
Cette liste est peut-être incomplète.
- Acavoidea
- Achatinoidea
- Arionoidea
- Athoracophoroidea
- Camaenoidea
- Clausilioidea
- Enoidea
- Gastrodontoidea
- Helicarionoidea
- Helicoidea
- Limacoidea
- Oleacinoidea
- Orthalicoidea
- Plectopylidoidea
- Polygyroidea
- Punctoidea
- Rhytidoidea
- Streptaxoidea
- Strophocheiloidea
- Succineoidea
- Vitrinoidea